# Maryam Farman Farmaian
Maryam Firouz –o princesa Maryam Farman Farmaian– (1914, Kermansah, Pèrsia - 23 de març de 2008, Teheran, Iran), filla de Batoul Khanoum i del príncep Abdol Hosseind Miraza Farman Farmainan, va ser una política marxista i líder feminista del seu país. Fundà la secció femenina del partit comunista Tudeh (poble) de l'Iran.

## Formació i compromís
Va rebre una educació liberal per a les dones perses del seu temps, es graduà a l'escola francesa Jeanne d'Arc, de Teheran, i va assistir després a la universitat, on es doctorà en Filologia, als anys seixanta, mentre va viure a l'exili. Es va fer lingüista i dominà el persa, l'àrab, el francès, el rus, l'alemany, i l'anglès. Com a pensadora independent, es va interessar pel comunisme. Més tard diria que la raó per la qual es va fer membre del partit Tudeh va ser el desig de comprometre's activament amb els drets de les dones, ja que era l'únic partit que estava disposat a acceptar-la com a dona i donar-li l'oportunitat de fer alguna cosa en aquest sentit i en aquell moment. Va ser llavors quan va optar per fer servir el cognom Firouz, el nom del seu avi, per a les seves lluites polítiques. Se la va conèixer des de llavors com a Maryam Firouz en el terreny polític, però va mantenir el seu nom legal, Maryam Farman Farmaian, amb orgull.

## Apunt biogràfic
Quan tenia setze anys, el seu pare organitzà els seu matrimoni de conveniència amb l'aristòcrata i militar coronel Abbassgholi Esfandiary [fill de l'orador del parlament iranià Mohtashem Saltaneh]. Van tenir dues filles, Afsaneh i Afsar, i es van divorciar després de la mort del seu pare. El 1949 Maryam es va casar de nou amb l'arquitecte, professor de la Universitat de Teheran i polític Noureddin Kianouri, membre del partit Tudeh de l'Iran i més tard el seu secretari general.

## Activitat política
La cooperació amb Noureddin Kianouri va donar a Maryam Firouz l'oportunitat d'organitzar el moviment per la igualtat en el marc de l'Organització Democràtica de la Dona Iraniana (ODMI,1943) que esdevingué el moviment feminista més poderós de l'Orient Mitjà, ocupant els carrers i les institucions i forçant la monarquia a fer alguns canvis substancials i modernitzadors. Després del suposat intent d'assassinat del xa Mohammad Reza el 4 de febrer de 1949 –després del qual van ser prohibits partits i sindicats–, va ser inculpat el partit Tudeh i el seu marit imputat, acusat d'haver estat un dels cervells de l'operació, per la qual cosa tant ella com el seu marit es van veure forçats a exiliar-se el 1956. Van començar la seva nova vida en l'exili a l'URSS i més tard a Berlín Est, a l'antiga República Democràtica Alemanya. Durant els anys d'exili va completar els seus estudis universitaris i més tard va ser professora de francès a les universitats de Leipzig i Berlín. Tot i així, continuà amb les activitats polítiques, treballant amb les dones iranianes a l'exili.
La parella va tornar a l'Iran després de la Revolució islàmica de 1979 i la destitució del xa. Es reinstaurà el partit Tudeh i Noureddin Kianouri en va ser nomenat secretari general. Malgrat que en un primer moment, després de l'arribada al poder de l'aiatol·là Khomeini, van tenir llibertat i Maryam Firouz dirigí l'Organització Democràtica de Dones de l'Iran, aviat van ser detinguts i empresonats, i el partit il·legalitzat: el juny de 1983, Firouz i deu mil militants i dirigents de l'ODMI, del Tudeh, els sindicats obrers van ser arrestats acusats d'espionatge a favors de la Unió Soviètica. Molts d'ells van ser condemnats i executats, però la pressió internacional, incloses les gestions de Dolores Ibárruri, la Pasionaria, van aconseguir reduir la sentència de Firouz a la cadena perpètua. Maryam Firouz va passar tota la seva estada a la presó aïllada. Va ser l'única líder del Tudeh que no va fer una confessió forçada per televisió. Va ser alliberada el 1994 i posada sota arrest domiciliari durant dos anys més, abans de ser confiada a la custòdia de la seva filla gran a Teheran.
Després del seu alliberament, a mitjans dels anys 90, Kianouri va escriure una carta oberta en la qual detallava les tortures sofertes per ell i la seva dona mentre van estar a la presó. Noureddin Kianouri va morir el 5 de novembre de 1999.
Maryam Farman Farmaian, més coneguda com a Maryam Firouz, va morir a Teheran el 23 de març de 2008. Va ser enterrada a Behesht-e Zahra.